# Nematollah Nasirí
Nematollah Nasirí (1911 en Semnán-15 de febrero de 1979), fue el director de la SAVAK, la agencia de inteligencia de Irán durante el gobierno del último sah de Irán, Mohammad Reza Pahlaví.

## Trayectoria
Nasirí sirvió como el comandante de la Guardia Imperial de Irán.
Fue arrestado por los seguidores del primer ministro Mohammad Mosaddeq cuando entregó dos decretos del Shah al primer ministro. Amigo personal del Sha, Nasirí había ganado notoriedad por la eliminación de Mosaddegh elegido democráticamente del poder. Fue nombrado jefe de la SAVAK, tras el fracaso del general Hasán Pakraván, el director anterior, para evitar el asesinato del primer ministro Hasán Alí Mansur, el 21 de enero de 1965. Nasirí también se hizo vice primer ministro. Sirvió en el cargo hasta el 6 de junio de 1978, cuando fue destituido por el Shah. Entonces Nasirí fue nombrado embajador de Irán en Pakistán.

## Arresto y ejecución
Nasirí fue llamado de regreso de Pakistán y fue detenido junto con 60 exfuncionarios, el 7 o el 8 de noviembre de 1978. Fue encarcelado con otros funcionarios de alto rango, incluyendo Pakraván y el ex primer ministro Amir Abbás Hoveydá. Cuando el Sha huyó de Irán el 16 de enero de 1979, Nasiri permaneció en prisión hasta la caída del gobierno de Shapur Bajtiar el 11 de febrero. El 15 de febrero fue ejecutado por un pelotón de fusilamiento tras un juicio sumario.

## Otras lecturas
- Wikimedia Commons alberga una categoría multimedia sobre Nematollah Nasirí.
- Hoveyda, Fereydoun. The Fall of the Shah. Trans. Roger Liddell. New York: Wyndham Books, 1980.
- All Fall Down: America's Fateful Encounter with Iran ISBN 1-85043-009-8